# Clementine Fordová
Clementine Fordová (* 29. června 1979, Spojené státy americké) je americká herečka.

## Počátky
Je dcerou herečky Cybill Shepherdové a provozovatele nočního klubu Davida Forda. Před kamerou se poprvé objevila v roce 1998.

## Kariéra
V roce 1998 se objevila v seriálu Cybill, čeští diváci jí také mohou znát z filmů jako Prci, prci, prcičky, Vraždy v Cherry Falls nebo Bravo, girls!.
Ztvárnila také menší role v seriálech Drzá Jordan a Dr. House, v USA se ale proslavila především postavami v seriálech The L World a Mladí a neklidní.

## Osobní život
Je bisexuální orientace. Mezi roky 2000 až 2004 byla vdaná za kanadského herce Chada Todhuntera. V roce 2009 navázala vztah s americkou zpěvačkou a skladatelkou Lindou Perry. Jejich vztah skončil o dva roky později. Od roku 2013 je jejím manželem herec Cyrus Wilcox. Mají spolu syna Elijaha (* 2014) a dceru Welles (* 2016).

## Ocenění

### Vítězka
- 1998, Zlatý glóbus – titul Miss Golden Globe

## Filmografie
- 1998 – Cybill (TV seriál)
- 1999 – Prci, prci, prcičky
- 2000 – Vraždy v Cherry Falls, Bravo, Girls!
- 2003 – Drzá Jordan (TV seriál)
- 2004 – Last Goodbye, Dr. House (TV seriál)
- 2007 – The L World (TV seriál)
- 2009 – Push, Mladí a neklidní (TV seriál)